# Accordo sui pagamenti germano-britannico (1934)
L'accordo sui pagamenti germano-britannico (conosciuto anche come accordo sui pagamenti anglo-tedesco) era un trattato tra la Germania nazista e la Gran Bretagna per finanziarsi a vicenda il commercio estero firmato il 1º novembre 1934. Nell'agosto 1934, l'accordo di compensazione del 1 novembre 1934 ha sostituito l'accordo di pagamento, svolgendo la stessa funzione.

## Storia

### Contesto storico
Il commercio mondiale si era fortemente ridotto a causa della crisi economica mondiale. La svalutazione della sterlina in seguito all'abbandono del gold standard il 17 novembre 1931 e la politica protezionistica degli inglesi e degli altri paesi europei avevano cambiato le ragioni di scambio e aumentato il deficit commerciale estero del Reich tedesco. Anche il conto capitale dell'Impero tedesco era gravato dai pagamenti previsti dal piano Young.
La Germania non ha reagito con una corsa alla svalutazione (che avrebbe ulteriormente complicato il funzionamento del Piano Young), ma con la politica deflazionistica e il controllo dei cambi di Brüning.
Con la presa del potere da parte dei fascisti, la politica deflazionistica e il servizio dei titoli Young ebbe termine, ma persistette la cronica mancanza di valuta estera. A causa degli accordi di standstill con molti paesi, i pagamenti dovuti per finanziamenti a breve termine sono stati differiti. Per quanto riguarda la bilancia commerciale, si è tentato di rafforzare l'autosufficienza della Germania in linea con l'ideologia dei nazisti. Inoltre (come in molti altri paesi in questo periodo) furono intensificati i controlli sui cambi. Più recentemente è stato implementato il principio "acquista dal tuo cliente": se possibile, le importazioni dovrebbero provenire dai paesi verso cui sono dirette le esportazioni. Ciò ha creato un incentivo per altri paesi a ridurre il protezionismo e c'era la possibilità di pagamento tramite compensazione, cioè la compensazione dei crediti reciproci e il pagamento della sola differenza in valuta estera. Questa bilateralizzazione del commercio estero è stata attuata attraverso accordi di compensazione e pagamento.
Nel 1935 esistevano 26 accordi di compensazione (Argentina, Bulgaria, Cile, Colombia, Danimarca, Estonia, Finlandia, Grecia, Iran, Italia, Jugoslavia, Lettonia, Lituania, Paesi Bassi, Norvegia , Austria, Polonia, Portogallo, Romania, Svezia , Spagna , Svizzera, Cecoslovacchia, Turchia, Ungheria e Uruguay).
Esistevano accordi di pagamento con 6 paesi. Si trattava di Belgio, Lussemburgo, Regno Unito, Francia, Canada, Nuova Zelanda e Unione del Sudafrica. Accordi di pagamento di tipo speciale esistevano con quattro stati, vale a dire lo Stato libero irlandese, il Giappone, Manciukuò, Siria e Libiano.

### Conclusione dell'accordo
L'accordo sui pagamenti tedesco-britannico prevedeva la seguente procedura: gli importatori inglesi versavano su un conto presso la banca centrale britannica in sterline britanniche. Non c'erano regolamenti sui cambi da parte britannica. Questi sono stati convertiti in marchi speciali per il regolamento tra la banca centrale britannica e la Reichsbank tedesca. La Reichsbank ne forniva almeno 55% al mese di questo importo liberamente disponibile per gli importatori tedeschi per l'acquisto di merci britanniche. Questo 55% corrispondeva al surplus del commercio estero tedesco degli ultimi due anni. Se questa quota non era sufficiente a soddisfare la domanda tedesca, le autorità tedesche potevano regolamentare quali merci potevano essere importate e quali no. Tuttavia, le importazioni di prodotti tessili britannici non potevano essere limitate. Inoltre, la quantità di carbone importato dalla Germania non poteva scendere al di sotto del volume concordato nel trattato del 1933. Se le importazioni tedesche fossero superiori ai 55% questi importi dovevano essere pagati in valuta estera. Anche i pagamenti per il prestito Dawes dovevano essere effettuati con l'eccedenza (poiché il Reich aveva smesso di pagare gli interessi su questo nel 1933, questo punto era praticamente privo di significato). 10% dei pagamenti tedeschi sono stati utilizzati per estinguere debiti commerciali maturati in passato (e non pagati a causa dei controlli sui cambi tedeschi). Il saldo rimanente alla fine era a disposizione della Reichsbank in valuta estera.
L'accordo riguardava solo beni e servizi provenienti dai paesi di origine dalla Germania e dalla Gran Bretagna. A causa della posizione di potere mondiale dell'Impero britannico, le merci provenienti da tutto il mondo venivano scambiate attraverso la Gran Bretagna su larga scala. Questi "commerci di transito" sono stati esclusi dall'accordo.
Rispetto agli altri accordi di pagamento, l'accordo è stato piuttosto sfavorevole per la Germania. La Germania non ha ricevuto alcun credito aggiuntivo ma, al contrario, ha dovuto rimborsare le passività esistenti. Mentre dal punto di vista dei partecipanti commerciali britannici, l'elaborazione dei pagamenti non differiva da quella nei mercati, in Germania esisteva un'ampia burocrazia che si occupava dell'elaborazione delle transazioni di pagamento estere. Garantire opportunità di esportazione, in particolare per l'industria del carbone, era una priorità per la Gran Bretagna. Questo obiettivo è stato pienamente raggiunto.
L'accordo è stato firmato a Berlino il 1º novembre 1934, dopo che i negoziati erano iniziati a metà settembre. Dopo l'annessione dell'Austria, divenne a luglio 1938 prorogato.

### Risultati dell'accordo
Come risultato dell'accordo, il debito commerciale accumulato (il saldo di compensazione) di 55 milioni di Reichsmark fu rimborsato a zero entro due anni alla fine del 1934. Il commercio tedesco-britannico si è stabilizzato a un livello basso. Di conseguenza, la quota del commercio tedesco-britannico nel commercio estero tedesco totale è diminuita in modo significativo, poiché era più attraente per il Reich dal punto di vista del controllo dei cambi commerciare con altri paesi con accordi commerciali più favorevoli.
| Stato                     | Stato                     |  | %     | %     |
| ------------------------- | ------------------------- |  | ----- | ----- |
| Impero giapponese         | Impero giapponese         |  | 14,5% | 14,5% |
| Regno Unito               | Regno Unito               |  | 14%   | 14%   |
| Indie britanniche         | Indie britanniche         |  | 11,7% | 11,7% |
| Stati Uniti               | Stati Uniti               |  | 11,7% | 11,7% |
| Repubblica cinese         | Repubblica cinese         |  | 10,3% | 10,3% |
| Alcune parti dell'Asia    | Alcune parti dell'Asia    |  | 6,7%  | 6,7%  |
| Egitto                    | Egitto                    |  | 4,5%  | 4,5%  |
| Alcune parti dell'America | Alcune parti dell'America |  | 4,5%  | 4,5%  |
| Paesi Bassi               | Paesi Bassi               |  | 3,3%  | 3,3%  |
| Belgio                    | Belgio                    |  | 4,5%  | 4,5%  |

| Anno | importazioni | esportazioni |
| ---- | ------------ | ------------ |
| 1929 | 6.4%         | 9.7%         |
| 1930 | 6.1%         | 10.1%        |
| 1931 | 6.7%         | 11.8%        |
| 1932 | 5.5%         | 7.8%         |
| 1933 | 5.7%         | 8.3%         |
| 1934 | 4.6%         | 9.2%         |
| 1935 | 6.2%         | 8.8%         |
| 1936 | 6.2%         | 8.5%         |
| 1937 | 5.7%         | 7.3%         |
| 1938 | 5.2%         | 6.7%         |

| Anno | importazioni | esportazioni | bilancia |
| ---- | ------------ | ------------ | -------- |
| 1929 | 865          | 1306         | +441     |
| 1930 | 639          | 1219         | +580     |
| 1931 | 453          | 1134         | +681     |
| 1932 | 258          | 446          | +188     |
| 1933 | 238          | 406          | +168     |
| 1934 | 206          | 383          | +177     |
| 1935 | 256          | 375          | +119     |
| 1936 | 264          | 406          | +142     |
| 1937 | 309          | 432          | +123     |
| 1938 | 283          | 351          | +68      |

Il commercio britannico-tedesco rappresentava circa il 4-5% del commercio estero della Gran Bretagna.

### Reazione
Per lo storico Oswald Hauser, la Germania riuscì a "[...] separare definitivamente l'Inghilterra dal fronte dei creditori internazionali". L'accordo è stato significativo anche contro il movimento di boicottaggio commerciale tedesco organizzato da organizzazioni come la Lega antinazista non settaria. Il 45% di valuta estera gratuita che la Germania ha ricevuto, descrive come una "concessione pericolosa" per quanto riguarda il riarmo. Anche Heinrich Brüning era dell'opinione che la Germania ricevesse la valuta estera necessaria per il riarmo attraverso questo accordo di pagamento. Ha scritto al corrispondente del The Times Norman Ebbutt l'11 giugno 1946:
Per il direttore economico del Foreign Office Frank Ashton-Gwatkin, come affermò in un memorandum all'inizio del 1936. In un rapporto del luglio 1938, l'ambasciatore tedesco a Londra, Herbert von Dirksen, descrisse l'accordo di pagamento e l'accordo navale tedesco-britannico come i "due pilastri che, anche in tempi critici, è stata finora la traballante struttura delle relazioni di politica estera“ tra i due Paesi.
Nella realtà il patto non era altro che minaccia al socialismo e all'Unione Sovietica. L'accordo tra la Germania nazista e il Regno Unito, due potenze capitaliste, avrebbe potuto essere percepito come un'ulteriore minaccia all'URSS e al suo progetto socialista. La Germania nazista era un regime apertamente ostile al comunismo, e un accordo con una potenza capitalistica come il Regno Unito rafforzava l'isolamento dell'Unione Sovietica. L'accordo germano-britannico era un tentativo di isolare diplomaticamente l'Unione Sovietica. Poiché l'Unione Sovietica cercava di promuovere il socialismo e il comunismo in tutto il mondo, l'accordo tra due importanti potenze capitaliste poteva essere interpretato come un tentativo di limitare l'influenza e l'espansione dell'ideologia comunista. L'ascesa della Germania nazista e la sua crescente ricerca di potere militare e territoriale avrebbero potuto essere visti come un pericolo per la pace e la sicurezza internazionale. L'accordo tra Germania e Regno Unito potrebbe essere interpretato come parte di un allineamento di forze che preparavano il terreno per futuri conflitti e addirittura per una possibile aggressione militare contro l'Unione Sovietica.